# کنت‌نشین یافا و اشکلون
کنت‌نشین یافا و اشکلون یکی از ۴ قلمرو و تیول‌های اصلی پادشاهی اورشلیم براساس گفته جان ابلین است. این کنت‌نشین دوگانه پس از نخستین جنگ صلیبی و با پیروزی صلیبیون ایجاد شد تا بخشی برای کنترل بهتر مناطق صلیبی تحت نظر پادشاهی اورشلیم باشد.
یافا ــ شهری که در سواحل مدیترانه ــ پس از نخستین جنگ صلیبی تقویت شد و کنت‌نشین مجزا و مستقلی تا سال ۱۱۳۴ و شورش هیو دوم یافا بود. پس از آن این کنت‌نشین مستقیماً توسط پادشاهی یا اطرافیان و وابستگان آن کنترل و هدایت می‌شد. در سال ۱۱۵۳ و با فتح اشکلون توسط صلیبیون، این کنت‌نشین همراه با این شهر تازه فتح‌شده کنت‌نشین دوگانه‌ای را تشکیل دادند. با این حال پس از فتح این شهر توسط مسلمانان، همچنان عنوان این کنت‌نشین باقی ماند. این کنت‌نشین خود شامل چنین تیول و ارباب‌نشین بود: ارباب‌نشین رمله؛ ارباب‌نشین ابلین؛ و ارباب‌نشین میرابل.

## کنت‌های یافا
یافا در سال ۱۰۹۹ پس از فتح اورشلیم، تحت کنترل صلیبیون درآمد و جزئی از قلمرو پادشاهی درآمد. کنت‌های یافا:
- حوزه پادشاهی (۱۱۰۰–۱۱۱۰)
- هیو یکم یافا (۱۱۱۰–۱۱۱۸)
- آلبرت نامور (۱۱۱۸–۱۱۲۲)
- هیو دوم یافا (۱۱۲۲–۱۱۳۴)
- ملیساند اورشلیم (۱۱۳۴–۱۱۵۴)
- امالریک یکم (۱۱۵۱–۱۱۵۳)
- ادغام با شهر تازه فتح‌شده اشکلون و تشکیل کنت‌نشین یافا و اشکلون.

## کنت‌های یافا و اشکلون
پس از محاصره و فتح اشکلون در سال ۱۱۵۳ میلادی، این شهر مرزی با کنت‌نشین ادغام شد و کنت‌نشین دوگانه‌ای شکل گرفت. کنت‌های یافا و اشکلون:
- امالریک یکم (۱۱۵۳–۱۱۷۴)
- بالدوین چهارم (۱۱۷۴–۱۱۷۶)
- سیبلا (۱۱۷۶–۱۱۸۷)، به همراه همسران خود ویلیام مونفروا و گی لوزینیان
- فتح اشکلون و یافا توسط ایوبیان (۱۱۸۷–۱۱۹۱)
- جفری لوزینیان (۱۱۹۱–۱۱۹۳)
- امالریک دوم (۱۱۹۳–۱۱۹۷)
- امالریک دوم به همراه ایزابلا به عنوان پادشاه اورشلیم (۱۱۹۷–۱۲۰۵)
- ماریا مونفروا (۱۲۰۵–۱۲۱۲)
- ایزابلا دوم اورشلیم (۱۲۱۲–۱۲۲۱)
- والتر چهارم برین (۱۲۲۱–۱۲۴۴)
- جان ابلین (۱۲۴۴–۱۲۶۶)
- فتح اشکلون توسط ایوبیان (۱۲۴۷)
- جیمز ابلین (۱۲۶۶–۱۲۶۸)
- فتح یافا توسط ممالیک (۱۲۶۸)